# اليمن السفلى
اليمن السفلى أو اليمن الأسفل و اليمن العليا  هي مناطق المرتفعات الشمالية الغربية في اليمن، أو ما تعرف حالياً بالمرتفعات الشمالية والمرتفعات الجنوبية. ويمثل جبل سمارة في محافظة إب حدود المنطقتين.

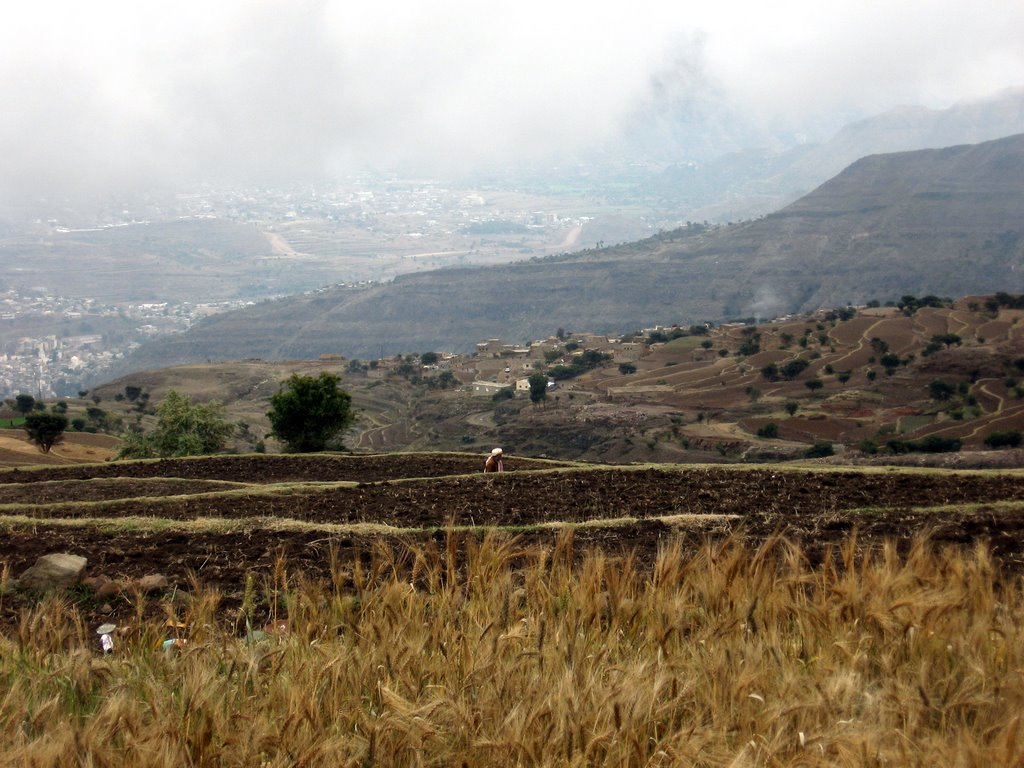
مرتفعات اليمن السفلى بالقرب من محافظة إب

ومن أهم مناطق اليمن السفلى مدينتي إب و تعز.